# پابلو الوارز (بازیکن فوتبال زاده ۱۹۹۷)
پابلو الوارز (انگلیسی: Pablo Álvarez؛ زادهٔ ۲۳ آوریل ۱۹۹۷) بازیکن فوتبال است.